# Unique Ingredient Identifier
Der Unique Ingredient Identifier (kurz UNII; aus dem Englischen übersetzt: eindeutiger Inhaltsstoff-Kennzeichner) ist ein nicht-proprietärer, eindeutiger und nicht-semantischer, alphanumerischer Identifikator, der mit der molekularen Struktur oder der Beschreibung einer Substanz verknüpft ist. Er wird durch das Global Substance Registration System (GSRS) der Food and Drug Administration (FDA) generiert.
Der UNII besteht aus zehn alphanumerischen Zeichen und wird zur dauerhaften und eindeutigen Identifikation von Substanzen genutzt, die in regulierten Produkten wie beispielsweise Arzneimitteln, Biologika, Lebensmitteln und kosmetischen Produkten verwendet werden. Zur Erstellung der UNII nutzt das GSRS Parameter wie Molekülstruktur, Aminosäuresequenzen und taxonomische Informationen. Primär wird zur Definition die zweidimensionale Molekülstruktur unter Berücksichtigung der Stereochemie genutzt. Proteine und Nukleinsäuren werden über ihre Sequenzen  und eventuell vorhandene Modifikationen definiert. Polymere werden anhand struktureller Wiederholungseinheiten und der Molekülmasse sowie damit zusammenhängenden Eigenschaften wie der Viskosität definiert. Strukturell uneinheitliche Materialien wie Pflanzen werden mithilfe taxonomischer Informationen und einer Probe des Materials definiert.
Das GSRS ist ein frei verfügbares Softwaresystem, das über eine Zusammenarbeit von FDA, den National Institutes of Health (NIH)/National Center for Advancing Translational Sciences (NCATS) und der europäischen Arzneimittelbehörde zur Verfügung gestellt wird. Das GSRS wurde zur Implementierung des Standards nach ISO 11238 entwickelt, welcher einer der zentralen Standards für die ISO-Identifikation von Arzneimitteln ist. Es sind ferner GSRS-Instanzen tätig bei der US Pharmacopeia, der Health Canada, dem Bundesinstitut für Arzneimittel und Medizinprodukte (BfArM) in Deutschland und dem College ter Beoordeling van Geneesmiddelen (CBG-MEB) in den Niederlanden.

## Beispiele
| Bezeichnung          | UNII       |
| -------------------- | ---------- |
| Methadonhydrochlorid | 229809935B |
| Methadon             | UC6VBE7V1Z |
| Wasser               | 059QF0KO0R |